# Ambasciata d'Italia a Varsavia
L'Ambasciata d'Italia a Varsavia è la missione diplomatica della Repubblica Italiana nella Repubblica di Polonia. L'ambasciata è ospitata nel Palazzo Szlenkier, edificio storico sito in piazza Dąbrowskiego 6 a Varsavia.

## Sede storica

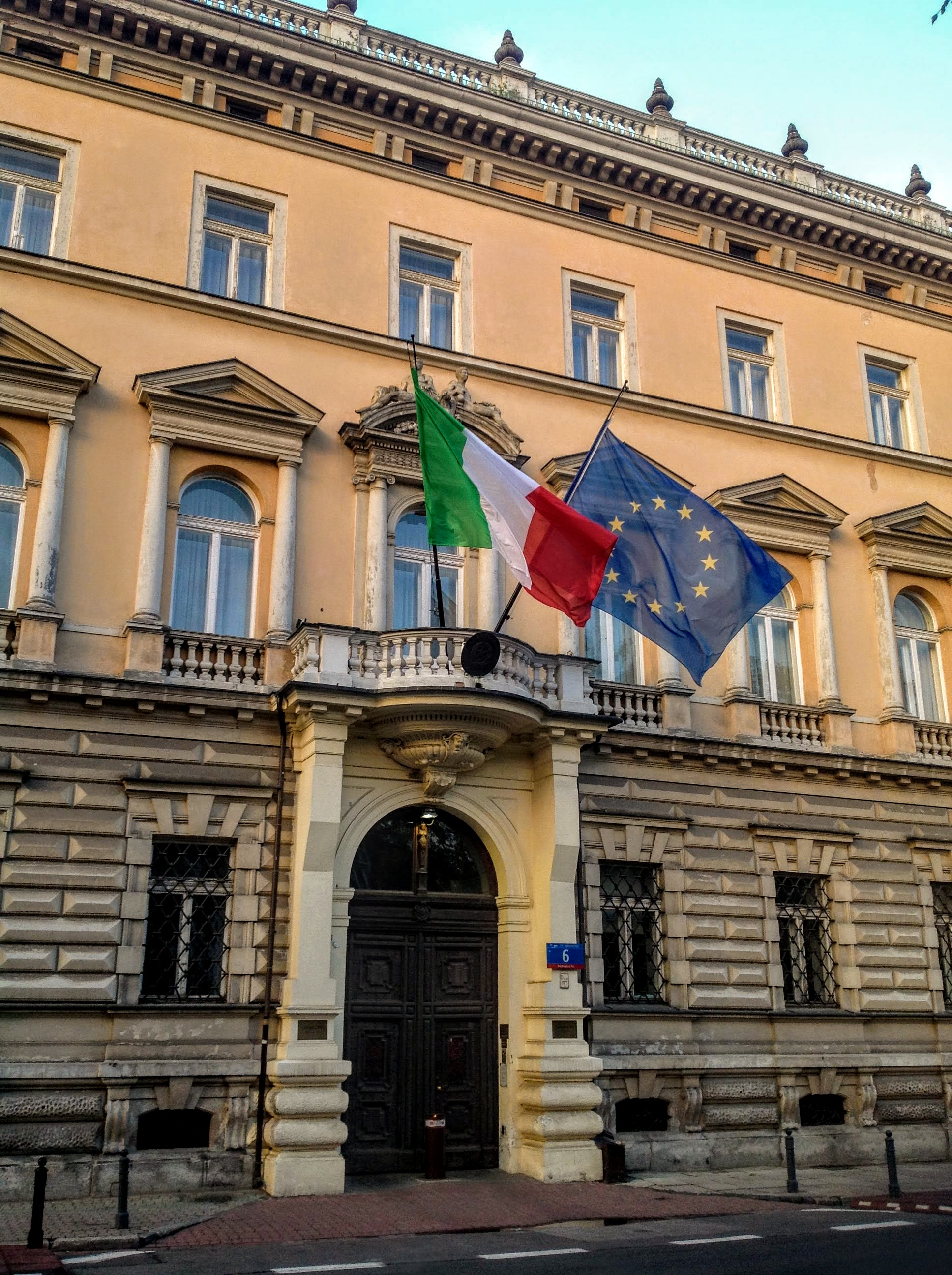
Facciata dell'ambasciata

L'edificio è stato costruito nel 1881 al fine di divenire la residenza della famiglia Szlenkier: una ricca famiglia borghese polacca. Il progetto di tale opera è dell'architetto italo-polacco Witold Lanci.
A seguito della prima guerra mondiale, la famiglia Szlenkier fu costretta a cedere il palazzo per far fronte ai numerosi debiti contratti. L'edificio venne così acquistato allo Stato italiano, per mezzo del primo plenipotenziario Francesco Tommasini, che ne fece la propria ambasciata nel 1922. Durante la seconda guerra mondiale il Palazzo fu gravemente danneggiato dai bombardamenti tedeschi. Nel dopoguerra l'edificio fu restaurato e poté riprendere a svolgere le proprie funzioni diplomatiche.
L'edificio ha subito un notevole cambiamento rispetto alla struttura originaria: in primo luogo sono andati persi gli affreschi realizzati da Wojciech Gerson nel 1883, sostituiti da nuove opere effettuate da maestranze italiane nel secondo dopoguerra. Lo studio dell'ambasciatore, sito nell'ala sinistra dell'edificio, ha mantenuto le originarie opere di Gerson. Al termine della seconda guerra mondiale, ad una prima verifica dell'edificio effettuata dalla rappresentanza diplomatica italiana, il palazzo appariva quasi completamente spoglio di ogni tipo di arredamento. Tra gli arredi originari vi è il caminetto in marmo rosso, in stile neorinascimentale e un prezioso dipinto, che faceva parte della galleria degli Uffizi di Firenze, intitolato Natura morta con libri di Cristoforo Munari.

## Elenco degli ambasciatori
| Dal  | Al        | Ambasciatore                                |
| ---- | --------- | ------------------------------------------- |
| 1919 | 1923      | Francesco Tommasini                         |
| 1923 | 1929      | Giovanni Cesare Majoni                      |
| 1929 | 1931      | Alberto Martin-Franklin                     |
| 1931 | 1932      | Luigi Vannutelli Rey                        |
| 1932 | 1936      | Giuseppe Bastianini                         |
| 1936 | 1939      | Pietro Arone di Valentino                   |
| 1945 | 1947      | Eugenio Reale                               |
| 1947 | 1948      | Ambrogio Donini                             |
| 1948 | 1952      | Giovanni De Astis                           |
| 1952 | 1955      | Giovanni Battista Guarnaschelli             |
| 1955 | 1958      | Luigi Cortese                               |
| 1958 | 1962      | Pasquale Jannelli                           |
| 1962 | 1968      | Enrico Aillaud                              |
| 1968 | 1971      | Manilo Castronovo                           |
| 1971 | 1973      | Alessandro Tassoni Estense di Castelvecchio |
| 1974 | 1976      | Mario Mondello                              |
| 1976 | 1978      | Mario Profili                               |
| 1978 | 1983      | Marco Favale                                |
| 1983 | 1986      | Guglielmo Folchi                            |
| 1986 | 1988      | Paolo Galli                                 |
| 1988 | 1993      | Vincenzo Manno                              |
| 1993 | 1997      | Giuseppe Balboni Acqua                      |
| 1997 | 2001      | Luca Daniele Biolato                        |
| 2001 | 2006      | Giancarlo Leo                               |
| 2006 | 2008      | Anna Blefari Melazzi                        |
| 2008 | 2011      | Aldo Mantovani                              |
| 2011 | 2014      | Riccardo Guariglia                          |
| 2014 | 2018      | Alessandro De Pedys                         |
| 2018 | 2022      | Aldo Amati                                  |
| 2022 | in carica | Luca Franchetti Pardo                       |